# Belfast Castle
Belfast Castle (irsk: Caisleán Bhéal Feirste) er en herregård, der ligger i Cave Hill Country Park i Belfast, Nordirland, på et højdedrag omkring 120 moh. Fra bygnigen er der uhindret udsigt over byen Belfast og Belfast Lough. I løbet af historien har der har været flere forskellige bygninger kaldet "Belfast Castle", som har ligget forskellige steder. Den nuværende "borg" er en viktoriansk bygning, der blev opført mellem 1867 og 1870 på Cave Hill, og det er en listed building i klasse A.
Hovedindgangen til Belfast Castle Demesne ligger i dag, hvor Innisfayle Park møder Downview Park West, ved siden af Antrim Road (en del af A6). Den oprindelige hovedindgang til den nuværende ejendom var på Antrim Road, hvor Strathmore Park ny møder Antrim Road.